# Военно-полевой суд

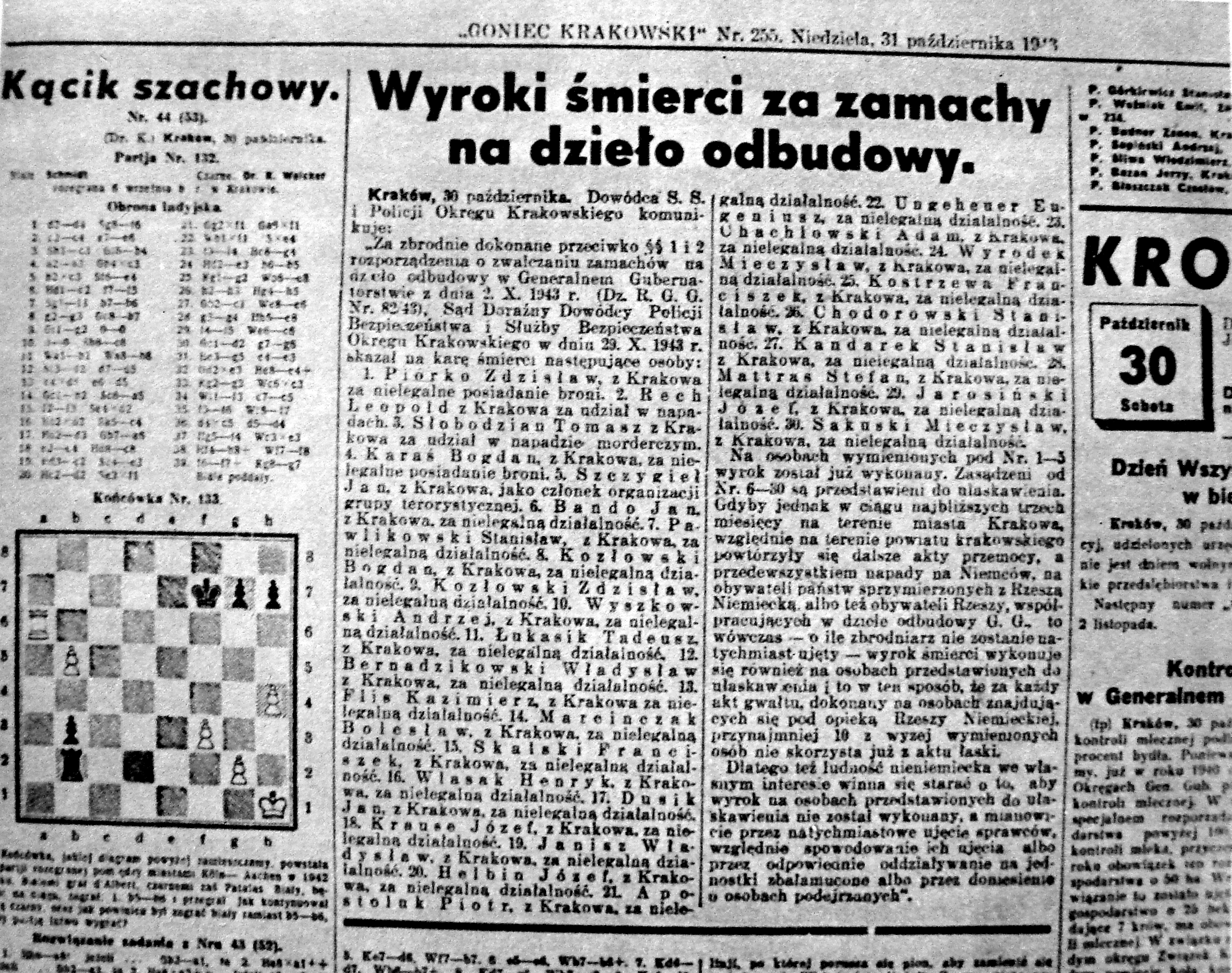
Объявление в газете о приведении приговоров военно-полевыми судами в исполнение. Краков, 1943 год.

Военно-полевой суд (Полевой военный суд) — чрезвычайный специализированный военно-судебный орган, «исключительный, чрезвычайный суд, действующий вне норм существующего в данном государстве уголовного законодательства и юрисдикции, на основе особого положения, при упрощенном до крайних пределов судопроизводстве и при отмене всяких гарантий нормально-законного течения».

## Россия

### Военно-полевые суды в России с 1812 по 1906 годы
В Российской империи введён для военного времени уставом полевого судопроизводства 27 января 1812 года. После Русско-турецкой войны недостатки организации полевых судов, не связанных с войсковым управлением, вызвали пересмотр постановлений устава о суде в военное время.

### Военно-полевые суды 1906 — 1907 годов
19 августа (1 сентября) 1906 года по инициативе П. А. Столыпина в порядке междумского законодательства в соответствии с 87 статьей Основных законов Российской империи было принято «Положение Совета министров о военно-полевых судах», с целью ускорения судопроизводства по делам о гражданских лицах и военнослужащих, обвиняемых в разбое, убийствах, грабеже, нападениях на военных, полицейских и должностных лиц и в других тяжких преступлениях, в тех случаях, когда за очевидностью преступления нет необходимости в дополнительном расследовании. То есть захваченных на месте преступления, или виновность коих в совершении, или покушении, или приготовлении террористического акта (нападение на чинов полиции, патрули, нападение с целью грабежа, нахождение взрывчатых снарядов и пр.) очевидна по мнению администрации. Военно-полевые суды вводились как чрезвычайная мера в борьбе с революционными выступлениями и террористическими актами, число которых в 1906 году возросло. Непосредственным поводом послужил взрыв дачи Столыпина на Аптекарском острове 12 августа 1906 года, при котором погибли 27 человек и были ранены 32 человека, в том числе сын и дочь Столыпина.
Военно-полевые суды вводились в местностях, объявленных на военном положении или положении чрезвычайной охраны. За 1906 — 1907 годы они были введены в 82 губерниях из 87, переведенных на военное положение или положение чрезвычайной охраны.
Военно-полевой суд состоял из председателя и четырёх членов суда, назначаемых из строевых офицеров начальником местного гарнизона (командиром порта) по приказу генерал-губернатора или главнокомандующего. Предварительное следствие не проводилось, вместо него использовались материалы Охранного отделения или жандармского управления. Обвинительный акт заменялся приказом о предании суду. Судебное заседание проводилось без участия в нём прокурора (функцию которого перенимали судьи),  защитника (обвиняемый должен был защищать себя сам) и без свидетелей защиты при закрытых дверях, при этом допускались допросы свидетелей со стороны обвинения (чаще всего в их роли выступали чины полиции).  Приговор должен был выноситься не позже чем через 48 часов и в течение 24 часов приводиться в исполнение по распоряжению начальника гарнизона. Осуждённые имели право подавать прошение о помиловании, однако 7 декабря 1906 года военное министерство отдало распоряжение «оставлять эти просьбы без движения». За восемь месяцев своего существования военно-полевые суды вынесли 1 102 смертных приговора, однако реально казнено было лишь 683 человека.
Военнослужащих должны были расстреливать, а гражданских лиц вешать. Но из-за нехватки палачей повешение часто заменяли расстрелом, который производился воинскими подразделениями. Командующий Одесским военным округом А. Каульбарс доносил 20 сентября 1906 военному министру, что частые казни «через расстрел производят неблагоприятное впечатление на войска». На этом основании он просил отпустить ему аванс на оплату палачей для совершения казней через повешение вместо расстрела. Однако в этой просьбе ему было отказано.
Правительство не вносило закон о военно-полевых судах на рассмотрение Государственной Думы, понимая, что он не будет утвержден. Положение о военно-полевых судах от 19 августа 1906 года автоматически потеряло силу 20 апреля 1907 года.

Мы слышали тут обвинения правительству, мы слышали о том, что у него руки в крови, мы слышали, что для России стыд и позор, что в нашем государстве были осуществлены такие меры, как военно-полевые суды. Я понимаю, что хотя эти прения не могут привести к реальному результату, но вся Дума ждет от правительства ответа прямого и ясного на вопрос: как правительство относится к продолжению действия в стране закона о военно-полевых судах?— Речь о временных законах, изданных в период между первой и второй Думами 13 марта 1907 года (Столыпин).

### Военно-полевые суды в 1907 — 1917 годах
Военно-полевые суды сохранялись для военнослужащих, в том числе в период Первой мировой войны.
В июне 1917 года Временное правительство России восстановило смертную казнь на фронте для военнослужащих через расстрел и создало  аналогичные военно-полевым судам ускоренные военно-революционные суды из солдат и офицеров.

### Военно-полевые суды в СССР
В СССР военно-полевые суды были созданы Указом Президиума Верховного Совета СССР от 19 апреля 1943 года. Данным указом рассмотрение дел о «фашистских злодеях, виновных в расправах и насилиях над мирным советским населением и пленными красноармейцами, а также о шпионах, изменниках Родины из числа советских граждан и об их пособниках из местного населения» возлагалось на военно-полевые суды, образуемые при дивизиях действующей армии в составе председателя военного трибунала дивизии (председатель суда), начальника особого отдела дивизии и заместителя командира дивизии по политической части (члены суда), с участием прокурора дивизии. Приговоры военно-полевых судов при дивизиях должны были утверждаться командиром дивизии и приводиться в исполнение немедленно. Приведение в исполнение приговоров военно-полевых судов при дивизиях к смертной казни должно было производиться через повешение, публично, тела повешенных было предписано оставлять на виселице в течение нескольких дней. Дело могло рассматриваться в срок не свыше 2-х дней с применением основных правил судопроизводства. Надзор за их деятельностью полностью отсутствовал. В связи с этим указом военное командование, а затем Военная коллегия Верховного Суда СССР получили право применять каторгу – наказание, не предусмотренное в уголовных кодексах.
25 ноября 1943 года пленум Верховного Суда СССР конкретизирует сферу применения Указа от 19 апреля. К уголовной ответственности за измену Родине не привлекались лица оказывавшие помощь партизанам и частям Красной Армии, а также рабочие и мелкие служащие административных учреждений. Пленум указал, что суды нечётко различают изменников и пособников. Изменников необходимо осуждать по статье 58-1 «а» или 58-1 «б» УК или по статье 1 указа от 19 апреля 1943 года, а пособников по статье 58-3 УК и по статье 2 Указа. Ряд служащих оккупационных администраций не подлежали ответственности, если они помогали партизанам, саботировали, скрывали запасы продовольствия, имущества или другими способами содействовали борьбе с оккупантами. Также не подпадали по действие Указа мелкие служащие: врачи, учителя и так далее.
По указу ПВС СССР от 8 сентября 1943 года трибуналы получили право рассмотрения дел подсудных военно-полевым судам в тех случаях, когда по обстоятельствам военного времени невозможно их передать в полевые суды. По указу ПВС СССР от 24 мая 1944 года ВТ получили право рассматривать дела, рассматриваемые военно-полевыми судами во всех случаях. Только вместо повешения они должны были применять расстрел. На самом деле и до и после данного указа трибуналы часто приговаривали к смерти через повешение, не обращая никакого внимания на действующее законодательство. Отдельными протокольными решениями ПВС СССР неоднократно в конце войны предоставлял выездным сессиями Военной коллегии права военно-полевых судов. Наконец, по указу ПВС СССР от 5 декабря 1944 года выездные сессии Военной коллегии получили права военно-полевых судов (смерть через повешение). Дела о преступлениях совершенных членами ОУН (постановление Пленума ВС СССР от 17 августа 1944 года) подлежали рассмотрению в ВТ.

## В нацистской Германии
§ 4

В тех случаях, когда специальный суд оказывается не в состоянии срочно собраться для принятия решения, в то время как общественная безопасность и порядок требуют немедленного вынесения приговора, соответствующий командир полицейского полка или полка СС «Мертвая голова» либо руководитель оперативного отряда полиции по охране безопасности могут приказать военно-полевому суду принять дело к судопроизводству. Это решение может быть вынесено в тех случаях, когда преступник может быть изобличён без большого объёма доказательств и свидетельских показаний.
Военно-полевой суд создаётся в составе председателя, который должен по меньшей мере иметь звание командира батальона, либо начальника оперативного отряда полиции по обеспечению безопасности, а также двух офицеров или сотрудников полиции либо войск СС.

Военно-полевой суд может выносить лишь смертные приговоры, приговоры о заключении в концентрационный лагерь вместо каторжной тюрьмы либо оправдательный приговор.— Имперский министр по делам оккупированных восточных областей Розенберг